# Orchid (Florida)
Orchid es un pueblo ubicado en el condado de Río Indio en el estado estadounidense de Florida. En el Censo de 2010 tenía una población de 415 habitantes y una densidad poblacional de 86,33 personas por km².

## Geografía
Orchid se encuentra ubicado en las coordenadas 27°46′19″N 80°25′28″O / 27.77194, -80.42444. Según la Oficina del Censo de los Estados Unidos, Orchid tiene una superficie total de 4.81 km², de la cual 3.19 km² corresponden a tierra firme y (33.57%) 1.61 km² es agua.

## Demografía
Según el censo de 2010, había 415 personas residiendo en Orchid. La densidad de población era de 86,33 hab./km². De los 415 habitantes, Orchid estaba compuesto por el 98.55% blancos, el 0% eran afroamericanos, el 0% eran amerindios, el 0.96% eran asiáticos, el 0% eran isleños del Pacífico, el 0% eran de otras razas y el 0.48% pertenecían a dos o más razas. Del total de la población el 1.45% eran hispanos o latinos de cualquier raza.